# Джордже Петрович
Джо́рдже Пе́трович (серб. Ђорђе Петровић; нар. 8 жовтня 1999, Пожареваць) — сербський футболіст, воротар англійського клубу «Борнмут» та збірної Сербії.

## Клубна кар'єра

### «Чукарички»
2014 року приєднався до академії клубу «Чукарички». Сезон 2018–19 провів в оренді за белградський клуб ІМТ. 21 вересня 2019 дебютував за основну команду «Чукаричок» у матчі сербської Суперліги проти клубу «Младост». 21 липня 2021 року дебютував в єврокубках в поєдинку другого кваліфікаційного раунду Ліги конференцій УЄФА проти «Сумгаїта». Всього провів за «Чукарички» три сезони, в яких зіграв 86 матчів і оформив 33 «сухі» матчі.

### «Нью-Інгленд Революшн»
6 квітня 2022 року перейшов в американський клуб «Нью-Інгленд Революшн», уклавши трирічний контракт з опцією продовження ще на один рік. 8 травня зіграв за резервну команду клубу в матчі МЛС Некст-Про проти «Коламбус Крю 2». За першу команду «Нью-Інгленд Революшн» дебютував 11 травня в матчі 1/16 фіналу Відкритого кубка США 2022 проти «Цинциннаті». У чемпіонаті МЛС дебютував 12 червня в матчі проти «Спортінга Канзас-Сіті». 27 червня в матчі проти клубу «Ванкувер Вайткепс» провів свій перший «сухий» матч в МЛС. 7 жовтня уклав з «Нью-Інгленд Революшн» новий контракт до кінця сезону 2025 з опцією продовження на сезон 2026. За підсумками сезону 2022 був визнаний найціннішим гравцем «Нью-Інгленд Революшн», а також номінувався на звання воротаря року і новоприбулого гравця року МЛС. Був обраний для участі в матчі всіх зірок МЛС 2023, в якому команда зірок МЛС приймала англійський клуб «Арсенал».

### «Челсі»
26 серпня 2023 року перейшов в англійський клуб «Челсі», уклавши семирічний контракт з опцією продовження на рік. Сума трансферу становила 12,5 млн фунтів стерлінгів, окрім цього 1,5 млн були передбачені у вигляді бонусів.
10 грудня 2023 року дебютував за «Челсі» в матчі Прем'єр-ліги проти «Евертона», замінивши травмованого Роберта Санчеса. 16 грудня вперше вийшов у стартовому складі за клуб у поєдинку Прем'єр-ліги проти «Шеффілд Юнайтед» і провів «сухий» матч. Через чотири дні, 19 грудня, в чвертьфінальному матчі Кубка Футбольної ліги проти «Ньюкасл Юнайтед» відбив пенальті від Метта Річі.

#### Оренда в «Страсбур»
29 серпня 2024 року на правах оренди відправився у французький клуб Ліги 1 «Страсбур» до кінця сезону. 15 вересня в матчі Ліги 1 проти «Анже» дебютував за «Страсбур». Всього за час оренди провів 31 поєдинок.

### «Борнмут»
16 липня 2025 року перейшов в англійський «Борнмут», підписавши п'ятирічний контракт. Сума трансферу становила близько 30 млн євро. 15 серпня дебютував за нову команду в матчі Прем'єр-ліги проти «Ліверпуля».

## Кар'єра в збірній
2020 року виступав за молодіжну збірну Сербії (до 21 року), за яку провів один матч проти Польщі. 25 січня 2021 року дебютував за збірну Сербії, вийшовши у стартовому складі в товариському матчі проти збірної Домініканської Республіки.
27 травня 2024 року включений до офіційної заявки збірної Сербії для участі в матчах фінальної частини чемпіонату Європи 2024 у Німеччині. На турнірі був запасним воротарем і на поле не виходив, а серби не вийшли зі своєї групи, посівши 4-те місце.

## Статистика виступів

### Клубна статистика
Станом на 15 серпня 2025 
| Клуб                 | Сезон             | Чемпіонат         | Чемпіонат | Чемпіонат | Кубок | Кубок | Кубок ліги | Кубок ліги | Єврокубки | Єврокубки | Інші  | Інші | Всього | Всього |
| Клуб                 | Сезон             | Дивізіон          | Матчі     | Голи      | Матчі | Голи  | Матчі      | Голи       | Матчі     | Голи      | Матчі | Голи | Матчі  | Голи   |
| -------------------- | ----------------- | ----------------- | --------- | --------- | ----- | ----- | ---------- | ---------- | --------- | --------- | ----- | ---- | ------ | ------ |
| Чукарички            | 2019–20           | Суперліга         | 21        | −26       | 4     | −4    | —          | —          | —         | —         | —     | —    | 25     | −30    |
| Чукарички            | 2020–21           | Суперліга         | 34        | −29       | 0     | 0     | —          | —          | —         | —         | —     | —    | 34     | −29    |
| Чукарички            | 2021–22           | Суперліга         | 23        | −20       | 0     | 0     | —          | —          | 4         | −6        | —     | —    | 27     | −26    |
| Чукарички            | Всього            | Всього            | 78        | −75       | 4     | −4    | 0          | 0          | 4         | −6        | 0     | 0    | 86     | −85    |
| Нью-Інгленд Революшн | 2022              | МЛС               | 21        | −27       | 2     | −2    | —          | —          | —         | —         | —     | —    | 23     | −29    |
| Нью-Інгленд Революшн | 2023              | МЛС               | 22        | −27       | 0     | 0     | —          | —          | —         | —         | 3     | −2   | 25     | −29    |
| Нью-Інгленд Революшн | Всього            | Всього            | 43        | −54       | 2     | −2    | 0          | 0          | 0         | 0         | 3     | −2   | 48     | −58    |
| Челсі                | 2023–24           | Прем'єр-ліга      | 23        | −38       | 4     | −2    | 4          | −4         | —         | —         | —     | —    | 31     | −44    |
| → Страсбур           | 2024–25           | Ліга 1            | 31        | −38       | 0     | 0     | —          | —          | —         | —         | —     | —    | 31     | −38    |
| Борнмут              | 2025–26           | Прем'єр-ліга      | 1         | −4        | 0     | 0     | 0          | 0          | —         | —         | —     | —    | 1      | −4     |
| Всього за кар'єру    | Всього за кар'єру | Всього за кар'єру | 175       | −209      | 10    | −8    | 4          | −4         | 4         | −6        | 3     | −2   | 196    | −229   |

1. ↑  Кубок Сербії, Відкритий кубок США, Кубок Англії
2. ↑  Кубок ліги
3. ↑  Матчі в Лізі конференцій УЄФА
4. ↑  Матчі в Кубку Ліги

### Міжнародна статистика
Станом на 10 червня 2025 
| Збірна            | Сезон             | Товариські | Товариські | Офіційні | Офіційні | Всього | Всього |
| Збірна            | Сезон             | Матчі      | Голи       | Матчі    | Голи     | Матчі  | Голи   |
| ----------------- | ----------------- | ---------- | ---------- | -------- | -------- | ------ | ------ |
| Сербія            |                   |            |            |          |          |        |        |
| 2021              | 1                 | 0          | 0          | 0        | 1        | 0      |        |
| 2022              | 0                 | 0          | 0          | 0        | 0        | 0      |        |
| 2023              | 1                 | –1         | 0          | 0        | 1        | –1     |        |
| 2024              | 1                 | –4         | 2          | –1       | 3        | –5     |        |
| 2025              | 0                 | 0          | 2          | 0        | 2        | 0      |        |
| Всього за кар'єру | Всього за кар'єру | 3          | –5         | 4        | –1       | 7      | –6     |

### Матчі за збірну
Станом на 10 червня 2025 
| Матчі Джордже Петровича за збірну Сербії | Матчі Джордже Петровича за збірну Сербії | Матчі Джордже Петровича за збірну Сербії | Матчі Джордже Петровича за збірну Сербії | Матчі Джордже Петровича за збірну Сербії | Матчі Джордже Петровича за збірну Сербії | Матчі Джордже Петровича за збірну Сербії | Матчі Джордже Петровича за збірну Сербії |
| №                                        | Дата                                     | Суперник                                 | Рахунок                                  | Голи                                     | Картки                                   | Хвилини                                  | Змагання                                 |
| ---------------------------------------- | ---------------------------------------- | ---------------------------------------- | ---------------------------------------- | ---------------------------------------- | ---------------------------------------- | ---------------------------------------- | ---------------------------------------- |
| 1                                        | 25 січня 2021                            | Домініканська Республіка                 | 0–0                                      |                                          |                                          | 90'                                      | Товариський матч                         |
| 2                                        | 26 січня 2023                            | США                                      | 2–1                                      | –1                                       |                                          | 90'                                      | Товариський матч                         |
| 3                                        | 21 березня 2024                          | Росія                                    | 0–4                                      | –4                                       |                                          | 90'                                      | Товариський матч                         |
| 4                                        | 15 листопада 2024                        | Швейцарія                                | 1–1                                      | –1                                       |                                          | 90'                                      | Ліга націй УЄФА 2024–25 (А)              |
| 5                                        | 18 листопада 2024                        | Данія                                    | 0–0                                      |                                          |                                          | 90'                                      | Ліга націй УЄФА 2024–25 (А)              |
| 6                                        | 7 червня 2025                            | Албанія                                  | 0–0                                      |                                          |                                          | 90'                                      | Відбіркові матчі ЧС-2026                 |
| 7                                        | 10 червня 2025                           | Андорра                                  | 3–0                                      |                                          |                                          | 90'                                      | Відбіркові матчі ЧС-2026                 |

Всього: 7 матчів / 6 пропущених голів; 2 перемоги, 4 нічиї, 1 поразка.

## Досягнення
«Челсі»
- Фіналіст Кубка Футбольної ліги: 2023–24[35]

Особисті
- Учасник матчу всіх зірок МЛС: 2023[36]
- Гравець сезону в «Страсбурі»: 2024–25[37]